# Valdieu-Lutran
Valdieu-Lutran je občina v departmaju Haut-Rhin francoske regije Alzacija.
Leta 2011 je v občini živelo 393 oseb oz. 76 oseb/km².